# Dolina carsica
In geomorfologia una dolina è una conca chiusa, tipica dei pianori costituiti da rocce calcaree, formatasi in seguito alla dissoluzione del carbonato di calcio costituente le rocce; è una morfologia tipica di aree in cui si manifesta il carsismo superficiale.
Da un punto di vista idrologico è il punto di chiusura di un bacino idrografico, con un reticolato idrografico centripeto, il cui centro si riempirebbe d'acqua originando un laghetto se le sue pareti ed il suo fondo fossero impermeabili; invece, di solito, l'acqua viene scaricata attraverso vie sotterranee, questo in quanto sul fondo delle doline è quasi sempre presente un inghiottitoio (imbuto naturale) attraverso il quale l'acqua meteorica penetra nelle cavità sotterranee.
Dolina è una parola della lingua slovena usata nella regione carsica per indicare una valle. Dato che lo studio del carsismo superficiale si è sviluppato proprio dalle osservazioni effettuate in questa regione, il termine dolina è diventato di uso universale per indicare una valle carsica.

## Tipologia
Si distinguono vari tipi di dolina:
- valle a imbuto;
- vallata composta;
- valle di crollo;
- polje;
- valle coperta;
- stagno carsico.

È possibile distinguere ancora tra:
- valle cieca;
- valle asciutta;
- valle di risorgiva.

Le doline possono avere un diametro che va da pochi metri sino a centinaia di metri.

### Valle a imbuto

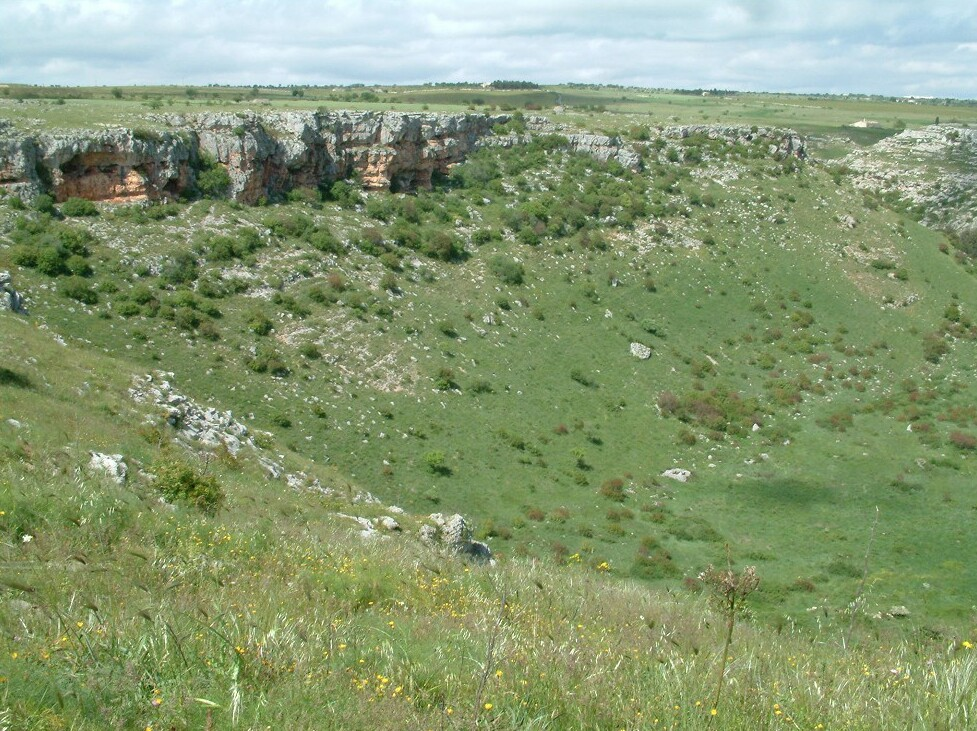
Pulo di Altamura (valle a imbuto)

La cosiddetta valle ad imbuto è la più tipica delle doline carsiche, formatasi principalmente per effetto di erosione e corrosione. È riconoscibile non solo per la forma, ma innanzi tutto in quanto la profondità è minore del diametro di superficie. Se la profondità è maggiore, parliamo già di abisso.
Sebbene si usi il termine ad imbuto, queste valli possono assumere la forma sia di imbuto che di ciotola. Il fondo, ricoperto da uno strato di terreno ricco di sostanze organiche e di detriti calcarei è spesso coltivato, sia a vigna che a orto. In effetti, non solo il terreno è quanto mai fertile, ma la posizione depressiva consente un ottimo riparo dalla bora che sul Carso raffredda la superficie. Nelle doline più grandi si sviluppa un peculiare microclima che favorisce la flora locale ed influisce notevolmente su alcuni aspetti dell'agricoltura.

### Vallata composta

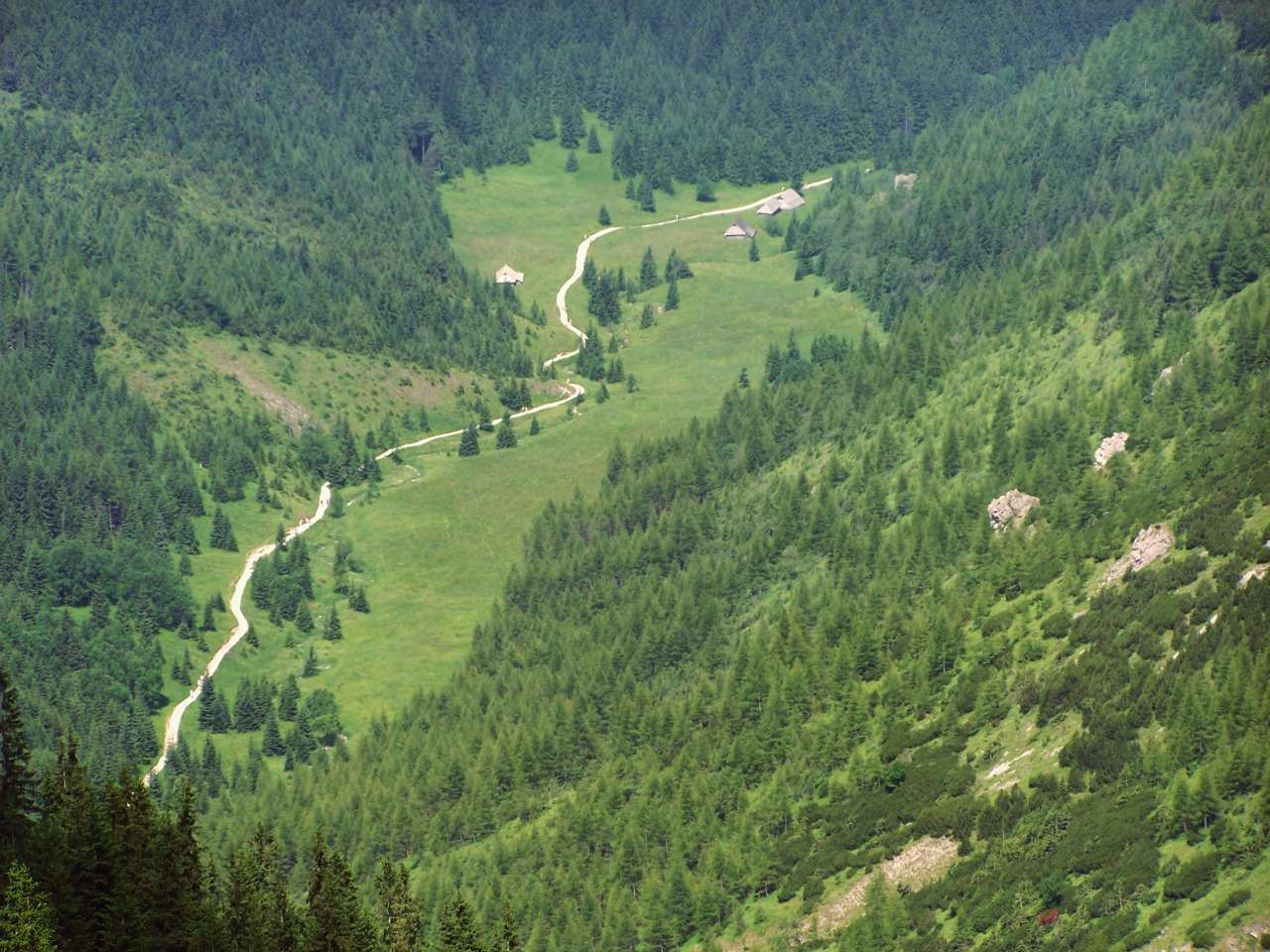
Jaworzynki (Polonia), vallata composta

La vallata composta è nota con il nome croato di uvala, in quanto molto frequente nel Carso Dalmata. Si tratta di una fusione di due o più valli ad imbuto che con il tempo hanno finito coll'assumere i contorni di un'unica dolina. Si presenta come un grande avvallamento dalle pareti ripide il che la fa assomigliare ad un polje; ne differisce però innanzi tutto per il fondo irregolare, con rare conche di terreno fertile contornate da protuberanze ghiaiose. Le uvale non sono considerate terreni coltivabili, in quanto la poca terra fertile è raggiungibile con estrema difficoltà attraverso queste collinette friabili ed insidiose, rimasuglio dei bordi delle varie valli ad imbuto che si sono unite. L'uvala differisce dal polje anche perché molto spesso è priva di un corso d'acqua ed è di solito “aperta”, cioè il bordo roccioso che la incornicia non è concluso.

### Valle di crollo

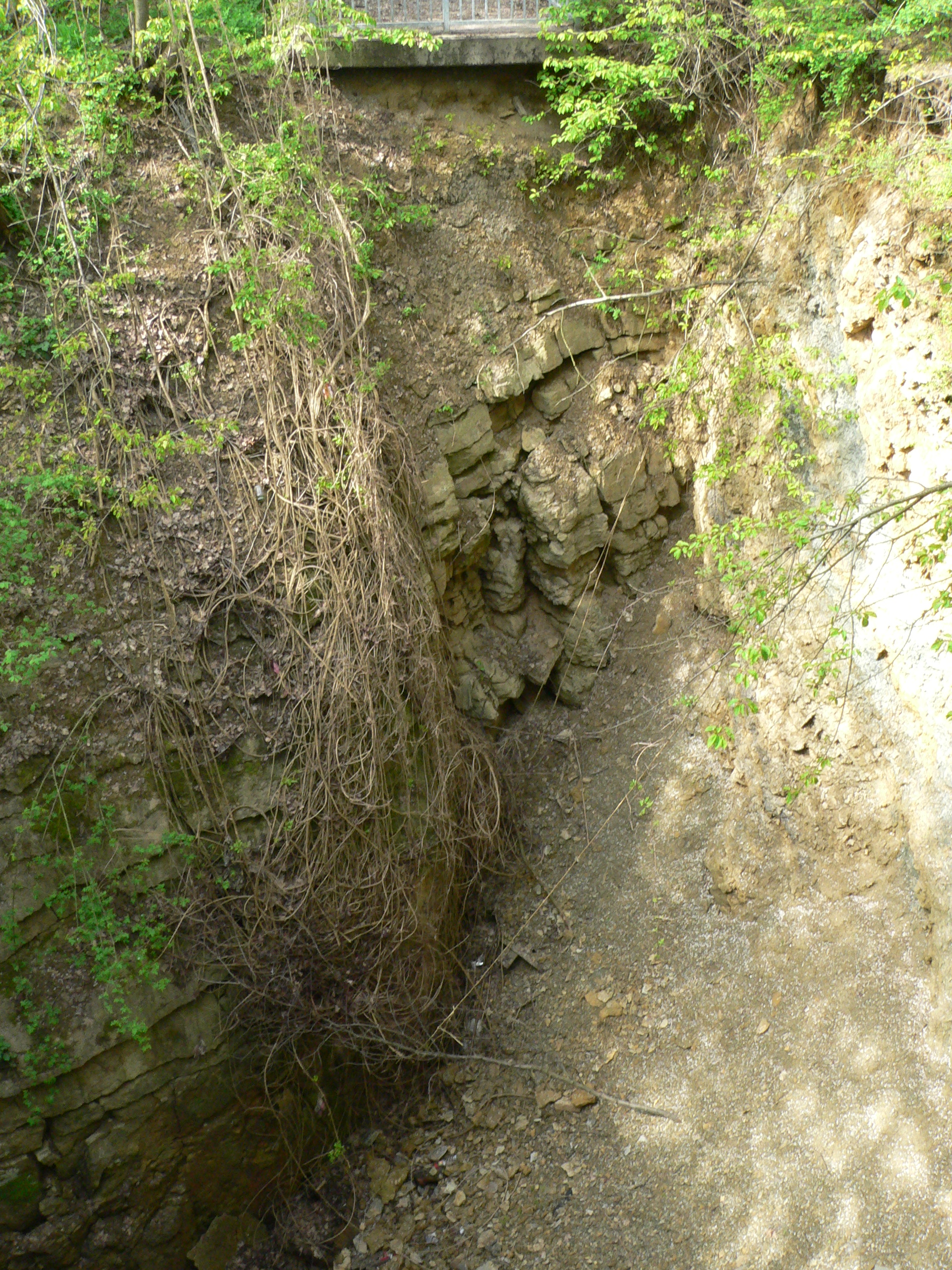
Neues Eisinger Loch (Germania), valle di crollo

Si parla di valle di crollo quando la dolina è stata originata col crollo del soffitto di un'enorme grotta. In questo caso, sebbene la cavità preesistente sia stata formata dal carsismo, la valle si deve ad un movimento tettonico o semplicemente allo sprofondamento di un “tetto” roccioso troppo ampio e privo di sostegni. Di conseguenza, la valle è caratterizzata da limiti rocciosi più o meno ripidi e da un corso d'acqua che in origine aveva scavato la grotta.
Bisogna però considerare anche una teoria diversa da questa. Quanto sopra detto presume l'esistenza, nel passato, di tante grotte davvero enormi che ad un certo punto abbiano collassato. Ma oggi non si riscontrano praticamente da nessuna parte grotte tanto grandi, per cui è perlomeno da prendere con riserva la loro esistenza nel passato. Ecco che allora si propone la teoria della formazione “lenta”, non repentina, delle valli di crollo.

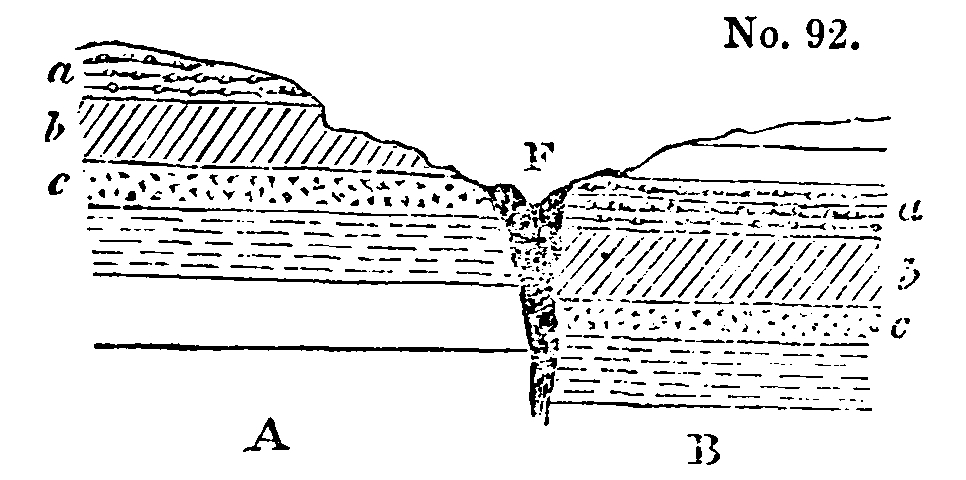
Schema di formazione lenta di dolina

Tale teoria suppone un crollo minimo o anche solamente un “camino”, cioè una fessura verticale che poi in tempi lunghissimi veniva corrosa, erosa, allargata sempre più fino a diventare una valle. L'allargamento veniva favorito da corsi d'acqua sotterranei che, mentre portavano via i ciottoli che l'acqua piovana faceva staccare dall'interno del camino, contemporaneamente corrodevano e sbriciolavano il soffitto dei propri alvei, cioè la base della roccia che circondava il camino stesso. Il crollo, ad un certo punto, avveniva come conseguenza dell'erosione sotterranea.
Le due teorie hanno ognuna i suoi pro e contro, e non esiste un'assoluta certezza sull'origine delle valli di crollo. Si potrebbe addirittura accettarle ambedue e postulare due possibili origini di queste valli.

### Polje carsico

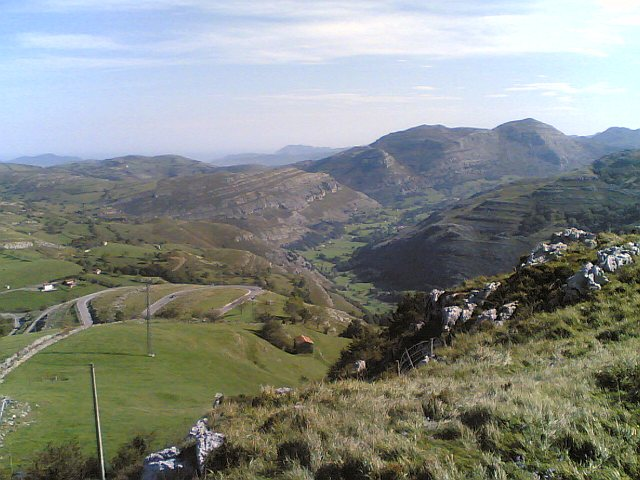
Valle de Matienzo (Ruesga, Spagna), un polje carsico

Il polje carsico è una vasta dolina formatasi per effetto di erosione e corrosione durante un tempo lunghissimo. È delimitato tutt'attorno da un bordo roccioso ininterrotto che può raggiungere anche una certa altezza. Il fondo è piatto e molto fertile in tutta la sua estensione: non per niente in sloveno polje significa campo coltivato.

### Valle coperta

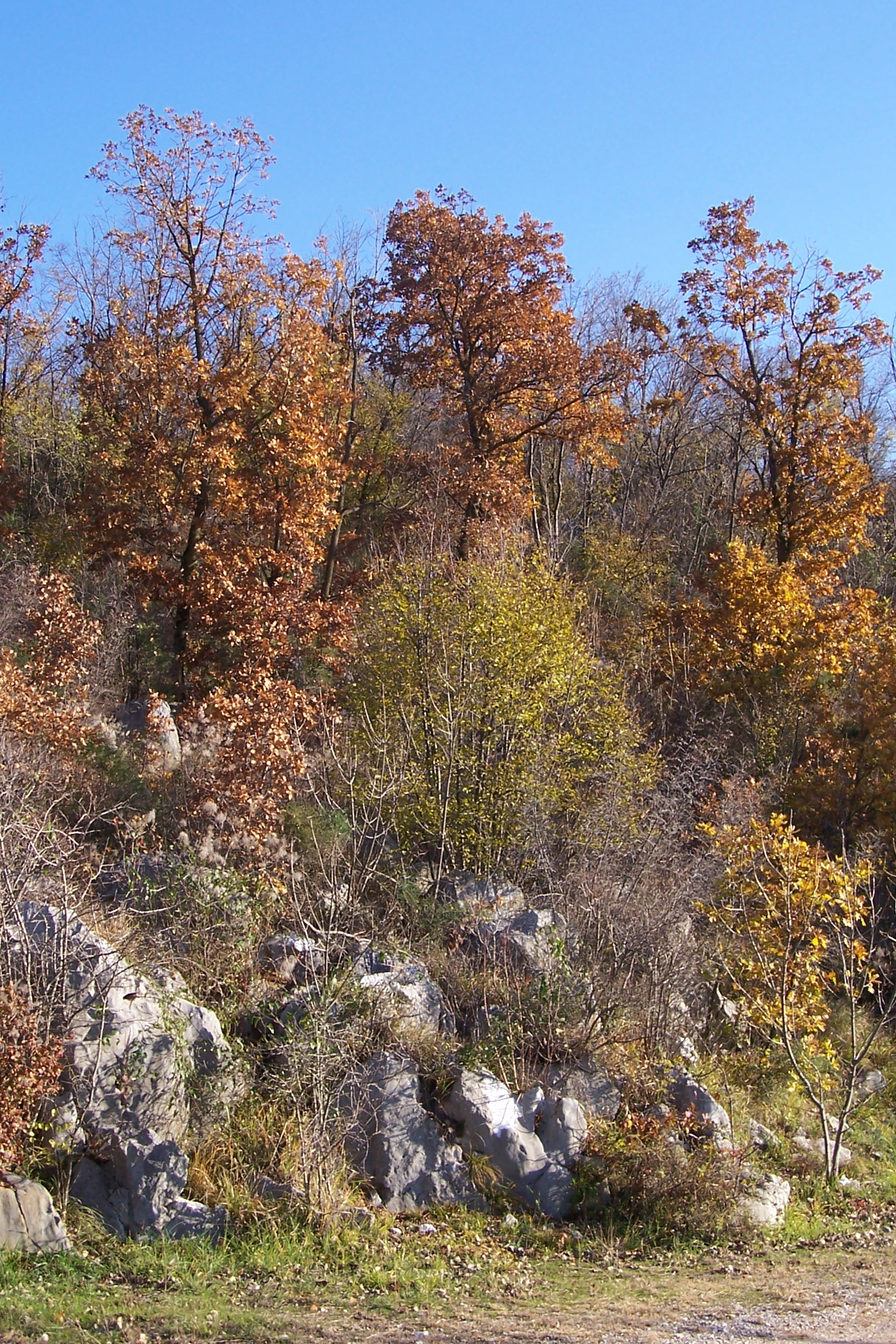
Inizio di copertura vegetale di una dolina poco profonda. L'ombra creata sul fondo favorisce lo sviluppo di vegetazione sempre meno bisognosa di luce.

La valle coperta è semplicemente una dolina carsica coperta di bosco. Merita una menzione a parte in quanto assolutamente diversa dalle altre doline per i processi termici particolari che vi si sviluppano. Infatti, sono le valli coperte le doline più interessate all'inversione termica, tanto che in molte il fondo è coperto da alberi sempreverdi, mentre i dorsali e le fiancate sfoggiano alberi caducifogli. La stranezza si spiega considerando che a causa delle pareti ripide ed a volte incavate di tali doline, spesso il sole raggiunge le parti più basse solo per brevi periodi, e d'inverno forse neanche quelli, per cui, a causa della conformazione delle doline, l'aria fredda (più pesante) rimane intrappolata sul fondo. In questo modo la neve accumulata si scioglie molto lentamente e di conseguenza pure l'erosione viene favorita, per cui la valle si approfondisce e diventa sempre più fredda. Sul fondo di moltissime di queste doline, o in prossimità di esso, si trovano delle grotte più o meno estese con riserve di ghiaccio perenne. Quelle più accessibili furono sfruttate come vere fabbriche di ghiaccio fino all'avvento dei moderni frigoriferi. Ancora cinquant'anni fa, ad esempio, le navi che attraccavano a Trieste venivano regolarmente rifornite col ghiaccio proveniente da queste cavità carsiche.

### Stagno carsico

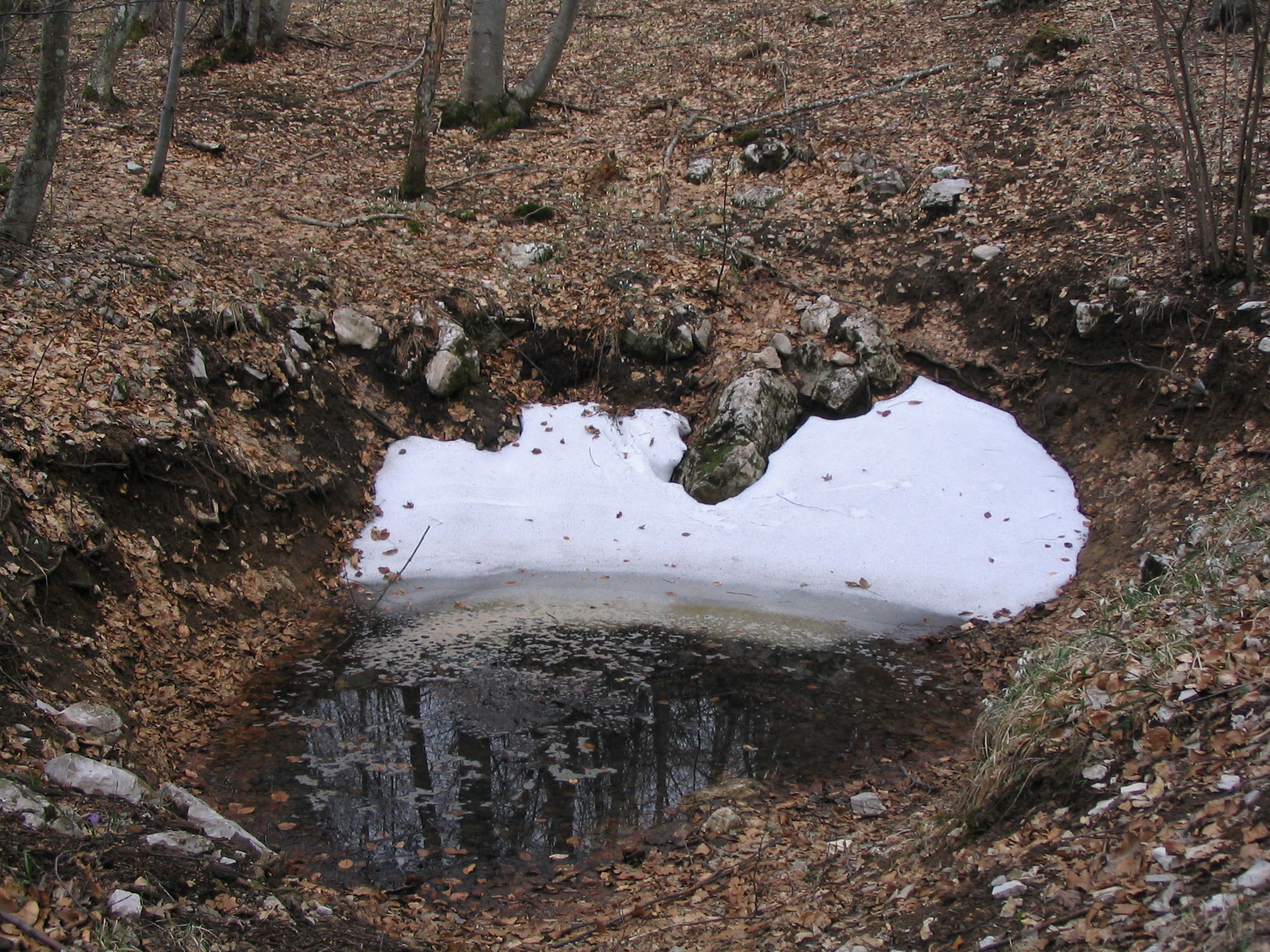
Stagno carsico con neve

È una piccola valletta a imbuto con il fondo marnoso impermeabile che viene riempita di acqua piovana. Lo stagno può essere anche alimentato da qualche piccolo tributario sotterraneo, il che lo rende perenne, a differenza dei molti stagni “stagionali” che una volta si trovavano sul Carso. Oggi gli stagni sono quasi tutti prosciugati e interrati, anche perché non c'è più bestiame da abbeverare. Ma qualche decennio fa, proprio per la scarsità cronica di acque di superficie sul Carso, lo stagno era ancora una forma preziosa di dolina. Nei periodi di siccità gli stagni venivano addirittura piantonati durante la notte. Spesso, in assenza di stagni naturali, si provvedeva a crearli artificialmente. Trovata una valletta ad imbuto delle dimensioni volute, la si pavimentava con qualche tipo di argilla e si provvedeva a coprirne il punto di accesso con apposite lastre di pietra per evitare che il bestiame scivolasse. Col tempo non fu più possibile distinguere uno stagno naturale da uno artificiale, anche perché in ambedue i casi il circondario offriva lo stesso tipo di flora particolare, tipica di questi luoghi. Oggi la stragrande maggioranza degli stagni carsici sono stati convertiti in bacini artificiali, o usati come discarica e con ciò è stata distrutta ogni loro caratteristica carsica, per cui sopravvivono pochissimi esemplari, protetti, come il lago di Doberdò, il lago di Andalo e, in parte, il lago di Circonio.

### Valle cieca
Con il termine di valle cieca si definisce solitamente solo la parte terminale di una dolina, cioè quella dove il corso d'acqua trova un sostrato permeabile e si inabissa attraverso di esso fino a trovare nel sottosuolo una base impermeabile (argilla o roccia) su cui scorrere. Questa parte di dolina viene definita cieca perché di solito si conclude repentinamente con grandi ammassi rocciosi sotto i quali si insinua il corso d'acqua.

### Valle asciutta
Si definisce valle asciutta quella dolina attraverso la quale non scorre più il corso d'acqua che anticamente l'aveva formata. Normalmente si distingue ancora l'alveo dell'antico fiume, ma l'acqua non vi trova più strada. È già successo però che sia stata creduta asciutta una dolina che invece era un polje carsico. Dopo molti anni di totale siccità, durante i quali ignari coloni popolavano la vallata, non solo l'antico alveo del fiume veniva riempito, ma veniva allagata tutta la dolina, con le conseguenze che possiamo immaginare.

### Valle di risorgiva
Alle volte le risorgive carsiche si fanno strada attraverso crepe e fessure di grandi pareti rocciose, sbucando all'aperto in una moltitudine di spruzzi che costituiscono un'unica sorgente. In questi casi, alla base della rupe si forma un laghetto relativamente profondo, dal quale esce un emissario che poi scorre attraverso una dolina. La parte iniziale di questa dolina, cioè praticamente una strettoia rocciosa ed il laghetto sottostante, è la valle di risorgiva e merita una propria denominazione in quanto costituisce un habitat del tutto diverso dalla valle che si apre più avanti. Da notare tra l'altro che questi laghetti sono le acque carsiche più profonde che esistano in superficie, cioè fuori dai corsi sotterranei. È proprio per questo motivo che vi si può rintracciare ad esempio il proteo, creatura endemica delle grotte. Di norma, nel fondale di questi laghetti ci sono dei pertugi collegati al mondo sotterraneo e gli speleologi subacquei tentano di esplorarli. Ma è un'operazione estremamente rischiosa che è già costata la vita a parecchi ricercatori.

### Dolina marina
Una dolina marina è una grande dolina carsica subacquea. Tra le più famose si annoverano:
- Longdong, nelle Isole Paracelso, Cina, il più profondo del mondo (300 m);
- Dean's Blue Hole, nelle Bahamas, di 202 m;
- Great Blue Hole, in Belize, di soli 123 m;
- Blue Hole, nel golfo di Aqaba, di 100 m;
- numerose doline marine si trovano nelle isole Andros, Bahamas.

## Inversione termica
Nelle doline compare spesso il fenomeno dell'inversione termica, ovvero la temperatura, scendendo verso il fondo della dolina, si abbassa, similmente a quando si sale in montagna, e questo può portare a una differenza significativa di temperatura tra la sommità ed il fondo della dolina. Questo era un fenomeno ben noto ai soldati della Grande Guerra, che sfruttavano il fondo delle depressioni per conservare gli alimenti. Si presenta perlopiù nelle doline ad imbuto e nelle valli coperte, ma talvolta anche nelle valli di crollo ed in quelle composte. Trova la massima espressione negli abissi carsici che sono le più profonde tra le doline, sia che si tratti di valli di crollo che di semplici valli coperte.
Le variazioni osservate sono mediamente di 1 °C per ogni 14 metri di profondità, ma possono anche arrivare a 1 °C per ogni metro di profondità nel caso di condizioni meteo ben precise di calma meteorologica (cielo sereno, bassa umidità, assenza di vento). In tali occasioni si possono facilmente riscontrare anche differenze di 30 °C tra il fondo e il bordo della dolina, a seconda della profondità e della conformazione della vallata.